# Gretchen Franklin
Gretchen Franklin (7 de julio de 1911-11 de julio de 2005) fue una actriz inglesa cuya carrera en el mundo del espectáculo que se prolongó a lo largo de más de ochenta años.
Fue principalmente conocida por su interpretación del personaje Ethel Skinner en la serie televisiva de BBC One EastEnders. Encarnó al personaje con regularidad entre 1985 y 1988, actuando a partir de entonces cada vez más intermitentemente, hasta una última actuación en el año 2000.  

## Primeros años
Nacida en Covent Garden, Londres, su familia tenía tradición teatral. Así, su padre interpretaba un número cantado y bailado, su abuelo era un artista del music hall de principios de siglo, y su primo era el actor Clive Dunn.
Entró en el mundo del espectáculo siendo adolescente, debutando como corista de pantomima en Bournemouth. En 1929 siguió lecciones de baile en el Theatre Girls Club del Soho (Londres), llegando a ser una renombrada bailarina de claqué y una de las fundadoras del cuarteto conocido como Four Brilliant Blondes.
Antes de dedicarse a los papeles dramáticos hizo giras de variedades con los comediantes Syd y Max Harrisonwith y con el show de Gracie Fields, además de actuar con otro grupo de baile, The Three Girlies. 

## Carrera interpretativa
Su gran oportunidad llegó durante la Segunda Guerra Mundial, cuando fue escogida para actuar en Sweet and Low, la primera de una serie de revistas de gran éxito representadas en el West End. Puesta en escena en el Teatro New Ambassadors, la revista estaba protagonizada por Hermione Gingold. Franklin y Gingold se hicieron buenas amigas y trabajaron en otra revista, Slings and Arrows (Teatro Comedy, 1948).
También actuó en varias piezas dramáticas, e intervino con pequeños papeles en filmes como Before I Wake (1954), Operation Conspiracy (1957), Flame in the Streets (1961), Help! (1965) y muchos otros.
Una de las producciones teatrales más notables en las que trabajó Franklin fue la obra de 1958 Verdict, de la escritora de misterio británica Agatha Christie, en la cual interpretaba a Mrs Roper. Fue producida por Peter Saunders y dirigida por Charles Hickman, con un total de 250 representaciones.
Actuaba en 1965 en el West End con la obra Spring and Port Wine cuando fue seleccionada como la primera Mrs Alf Garnett en un episodio piloto de Til Death Us Do Part, con Warren Mitchell. Sin embargo, perdió la ocasión de quedarse permanentemente con el papel al no poder abandonar su representación teatral. Ante ello, Franklin recomendó a su amiga Dandy Nichols para el papel.
Más adelante Franklin tuvo papeles regulares en varias series televisivas, entre ellas Crossroads (interpretando a Myrtle Cavendish), Castle Haven, George y Mildred (como la madre de Mildred, Mrs Tremble), y Rising Damp (como Tía Maud). También hizo papeles de reparto en dramas televisivos como Dixon of Dock Green y Z-Cars, y actuó en papeles breves en serie como Danger Man, Follyfoot y Quatermass, aunque ella se prodigó más en la comedia. 
Otros de sus trabajos fueron los de Mrs Janes en un episodio de la serie de 1978 basada en los relatos de Enid Blyton Los cinco, y su actuación en 1990 en Keeping Up Appearances.

## EastEnders
Sin embargo, el papel que le daría la fama, ya cumpidos los 73 años de edad, fue el de Ethel Skinner en la serie televisiva EastEnders.
Los creadores de EastEnders, Julia Smith y Tony Holland, pasaron largo tiempo por locales, mercados y calles del Este de Londres tomando notas para crear los personajes del show. Así encontraron una mujer que sería el origen del personaje interpretado por Franklin, Ethel Mae Skinner.
Ethel tuvo aceptación desde el inicio de la serie, y tenía un perro llamado Willy, con cuyo nombre se hacían juegos de palabras. El personaje tuvo fin el 7 de septiembre de 2000, haciendo que falleciera en un controvertido episodio en el que se trataba la eutanasia.

## Vida personal y fallecimiento
Franklin se casó con Caswell Garth, escritor de sketches de revista. El matrimonio permaneció unido hasta el fallecimiento de él a los 50 años de edad a causa de un tumor cerebral.
Franklin falleció en su domicilio en Barnes, Londres el 11 de julio de 2005, cuatro días después de cumplir los 94 años.
Por su vida y su trabajo se le dedicó un Premio BAFTA en 2006. 